# Проспект Льва Ландау
Проспект Льва Ландау (до 2015 проспект 50-летия СССР, укр. проспект Льва Ландау) — крупная улица города Харькова. Является кратчайшим путём от аэропорта до рынка Барабашова. Улица появилась в 1930-е годы. В 2015 году переименована в честь советского физика, лауреата Нобелевской премии по физике 1962 года Льва Ландау, в 1932—1937 годах возглавлявшего теоретический отдел Украинского физико-технического института в Харькове и одновременно заведовавшего кафедрой теоретической физики на физико-механическом факультете Харьковского механико-машиностроительного института.
В месте пересечения с проспектом Героев Харькова находится единственная двухуровневая транспортная развязка внутри города, не считая пересечений с окружной дорогой. Мост за эстакадой проходит над линией железной дороги Харьков — Чугуев, Евгеньевской улицей и рекой Немышля.

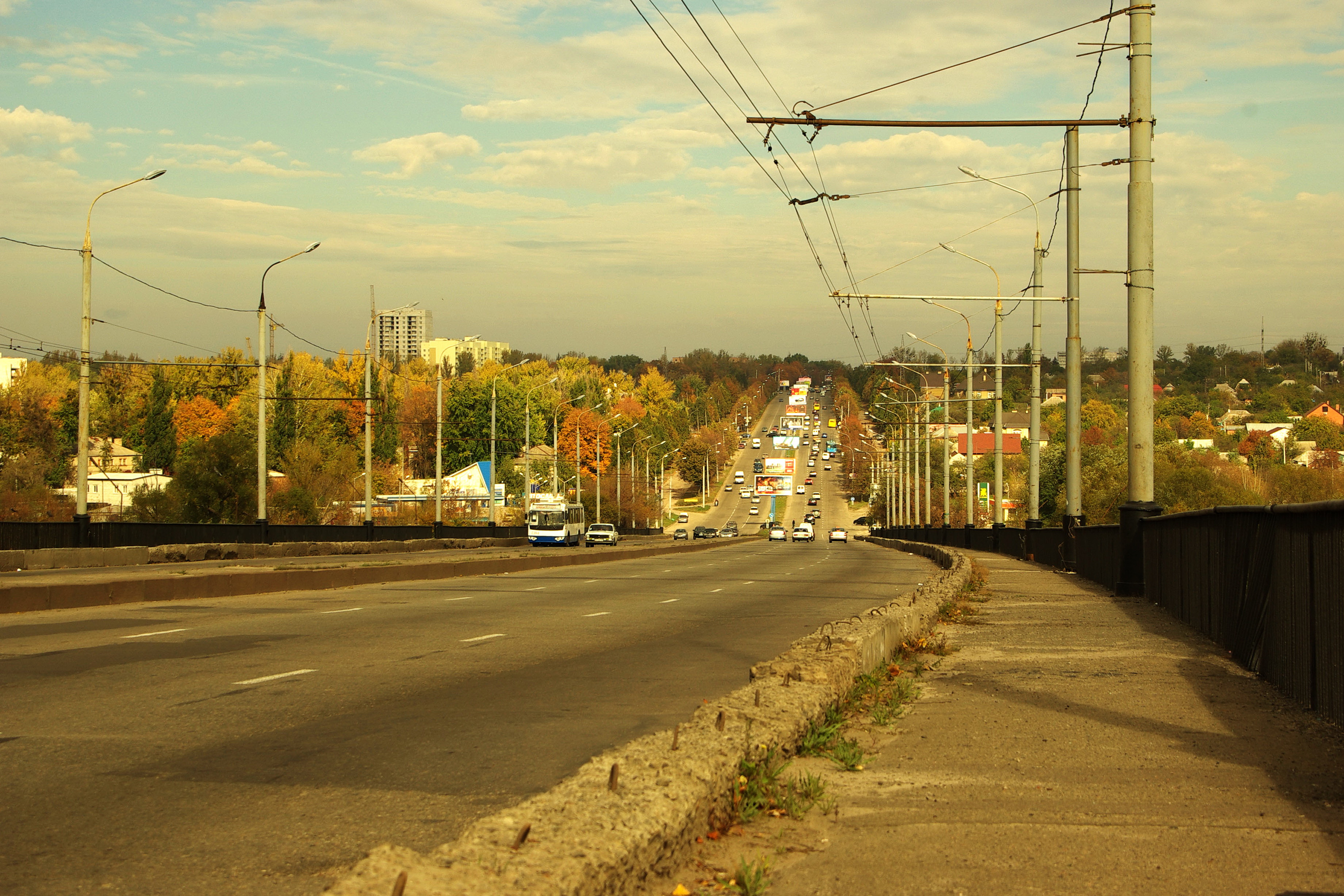

Своё начало проспект Льва Ландау берёт у пересечения проспекта Гагарина с Мерефянским шоссе, являясь по сути продолжение трассы в черте города. Заканчивается пересечением с Юбилейным проспектом, образуя Т-образный перекрёсток. Также пересекается с проспектом Героев Сталинграда и Салтовским шоссе на одном уровне.
До 2015 года назывался проспектом 50-летия СССР.

## Транспорт
Множество автобусных маршрутов (а с января 1973 года троллейбус) курсируют по проспекту.